# God in the Age of Science?
God in the Age of Science? A Critique of Religious Reason is een boek uit 2012 van de Nederlandse filosoof Herman Philipse, geschreven in het Engels en uitgegeven in het Verenigd Koninkrijk. Philipse meende dat zijn Atheïstisch manifest (1995) nog te vluchtig en oppervlakkig was geschreven en besloot om een veel completer werk op te zetten om systematisch alle godsbewijzen op epistemologische wijze te kunnen weerleggen en daarom af te rekenen met iedere reden om enige vorm van theïsme aan te hangen.
Om helderheid te krijgen over hoe de gelovige het bestaan van God onderbouwt, presenteerde Philipse in God in the Age of Science? de "religieuze beslisboom". Deze gaat als volgt:
IIs de uitspraak "God bestaat" een feitelijke waarheidsclaim? a) ja; b) nee.
IIZo ja (a), is een beroep op enige (logische) argumentatie of (empirisch) bewijsmateriaal nodig om deze waarheidsuitspraak te onderbouwen? c) ja; d) nee.
IIIZo ja (c), moet deze argumentatie of dit bewijsmateriaal van wetenschappelijke aard zijn (de wetenschappelijke methode gevolgd hebben) en kan een godsbewijs niet volledig volgens eigen maatstaven worden gevonden? e) ja; f) nee.
Dit leidt tot vier categorieën van denken over het bestaan van God (of goden):
1. In geval b) beweert men dat God niet feitelijk bestaat, maar een metafoor is. De verdedigers van dit standpunt staan volgens Philipse in de traditie van Wittgenstein en zijn onder meer D.Z. Phillips en Karen Armstrong.
2. In geval d) beweert men dat God feitelijk bestaat, maar dat men dit mag aannemen zonder een beroep te hoeven doen op argumentatie of bewijsmateriaal. Onder meer Alvin Plantinga verdedigt dit standpunt, en richt zich vooral op het verklaren van de wereld indien God bestaat, wat op zichzelf een geloofskwestie blijft.
3. In geval e) beweert men dat God feitelijk bestaat en zijn bestaan via wetenschappelijk bewijs kan worden aangetoond. Onder meer Richard Swinburne en Stephen D. Unwin trachten dit middels het theorema van Bayes aannemelijk te maken. Vooral de Verenigde Staten was van 1987 tot 2005 de intelligent design-beweging (ID) actief, die beweerde wetenschappelijke bewijzen te hebben voor een goddelijke schepping in plaats van de evolutietheorie, maar deze sneuvelde uiteindelijk in de rechtszaak Kitzmiller v. Dover Area School District; naast ID bestaan er nog veel andere creationistische bewegingen die wetenschappelijke pretenties hebben.
4. In geval f) beweert men dat God feitelijk bestaat en men dit ook kan bewijzen, maar niet op een wetenschappelijke manier. Hoewel zelf een atheïst, omschreef de evolutiebioloog Stephen Jay Gould dit standpunt met wat hij niet-overlappende magisteria (NOMA) noemde: wetenschap en religie begeven zich op twee geheel verschillende terreinen en kunnen niets over elkaar zeggen; Gods bestaan is dus een religieuze vraag waarmee de wetenschap niets te maken heeft. Het tegenovergestelde is het god van de gaten-argument, namelijk dat als de wetenschap iets niet kan verklaren, religie dat wel kan, vaak door een god te postuleren. Verdedigers van dit standpunt hanteren wat Philipse "typisch religieuze argumenten" noemt zoals openbaring, heilige geschriften, religieuze ervaring, gebed, spreken in tongen, een epileptische aanval met schuimbekken enz.

Vervolgens tracht Philipse argumenten uit elke categorie, maar vooral in geval e), namelijk met het theorema van Bayes zoals gebruikt door Swinburne, stap voor stap te ontzenuwen. Hij komt tot de conclusie dat
1) theïsme niet op een betekenisvolle manier kan worden uitgedrukt;
2) als theïsme betekenisvol was, dan zou het geen enkele voorspellende kracht hebben ten aanzien van het voorhanden zijnde bewijs(materiaal), waardoor bayesiaanse argumenten niet van de grond komen; en
3) als de bayesiaanse cumulatieve strategie wél werkte, dan zou men moeten concluderen dat atheïsme waarschijnlijker is dan theïsme.